# Josef Stenbäck
Josef Daniel Stenbäck, född 2 maj 1854 i Alavo, död 27 april 1929 i Helsingfors, var en finländsk arkitekt och ingenjör som gjorde sig känd som en produktiv kyrkoarkitekt.
Josef Stenbäcks föräldrar var Carl Fredrik Stenbäck och Emilia Ottilia Christina von Essen af Zellie (1817-1915).
Han ritade över ett trettiotal kyrkobyggnader i Finland, inledningsvis i nygotisk stil för att senare övergå till nationalromantik och jugendstil.
Han var gift med Anna Bähr (född 1862) och far till journalisten Matti Kivekäs och företagsledaren Lauri Kivekäs.

## Byggnader (i urval)
- Alahärmä kyrka, 1903[2]
- Björkö kyrka, Karelska näset, 1902–1904
- Brahestads kyrka, 1910–1912
- Eura kyrka(fi), 1898[3]
- Gustav Adolfs kyrka, Gustav Adolfs, 1911–1913[4]
- Heinävesi kyrka, 1890[5]
- Humppila kyrka(fi), 1922[6]
- Joensuu kyrka, 1903
- Joutseno kyrka, 1921[7]
- Juselius mausoleum i Björneborg, 1899–1902
- Karuna kyrka(fi), 1908–1910
- Kauhava kyrka(fi), 1925[8]
- Keikyä kyrka, 1912[9]
- Kemi kyrka, 1902[10]
- Kotka kyrka, 1897–1898
- Luvia kyrka, 1908–1910[11]
- Muuruvesi kyrka, 1904
- Nilsiä kyrka(fi), 1904–1906
- Pattijoki kyrka(fi), 1912[12]
- Sonkajärvi kyrka(fi), 1910[13]
- S:t Michels domkyrka, 1896–1897
- Varpaisjärvi kyrka(fi), 1904[14]

## Bildgalleri

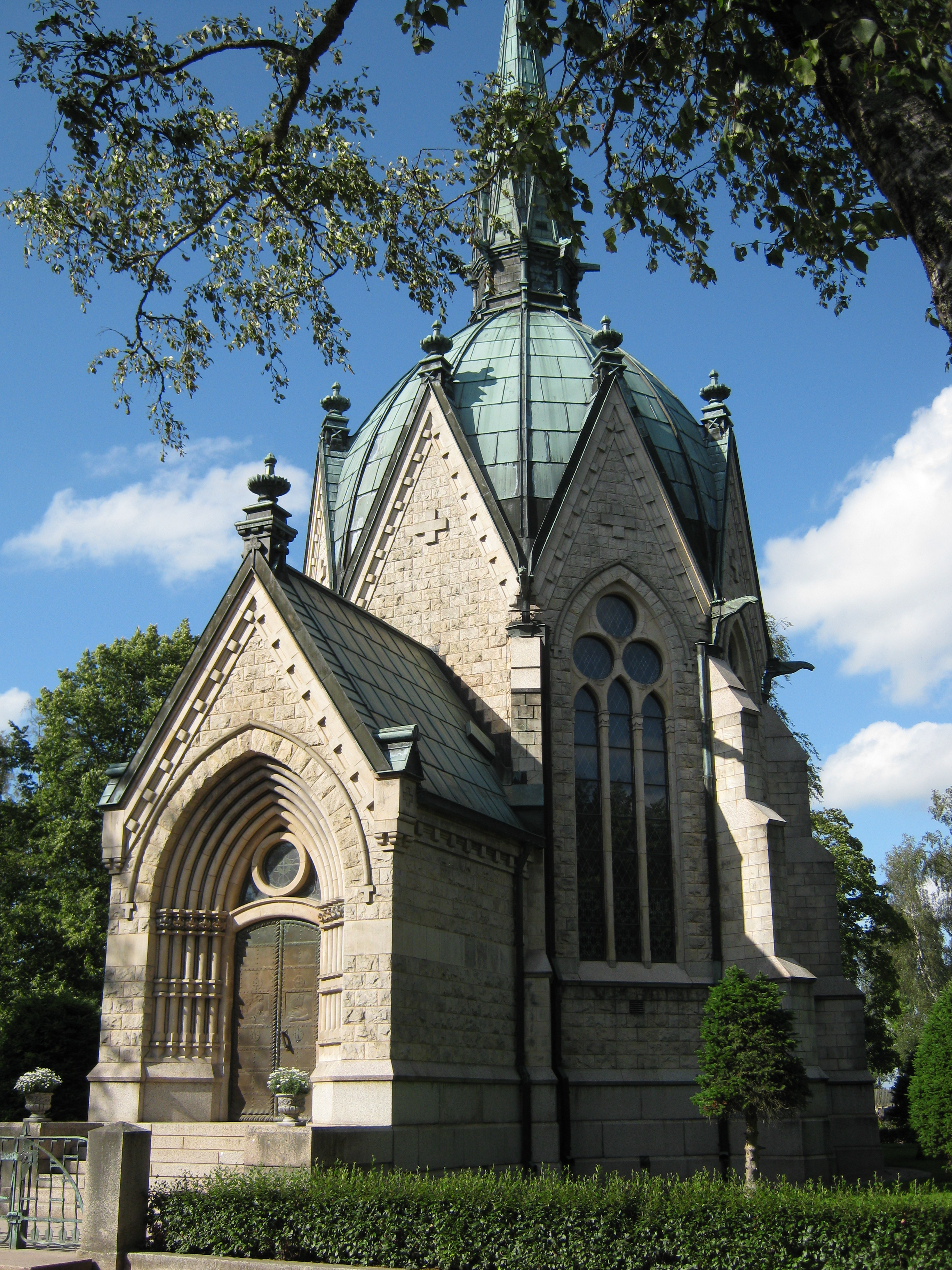
Juselius mausoleum i Björneborg.
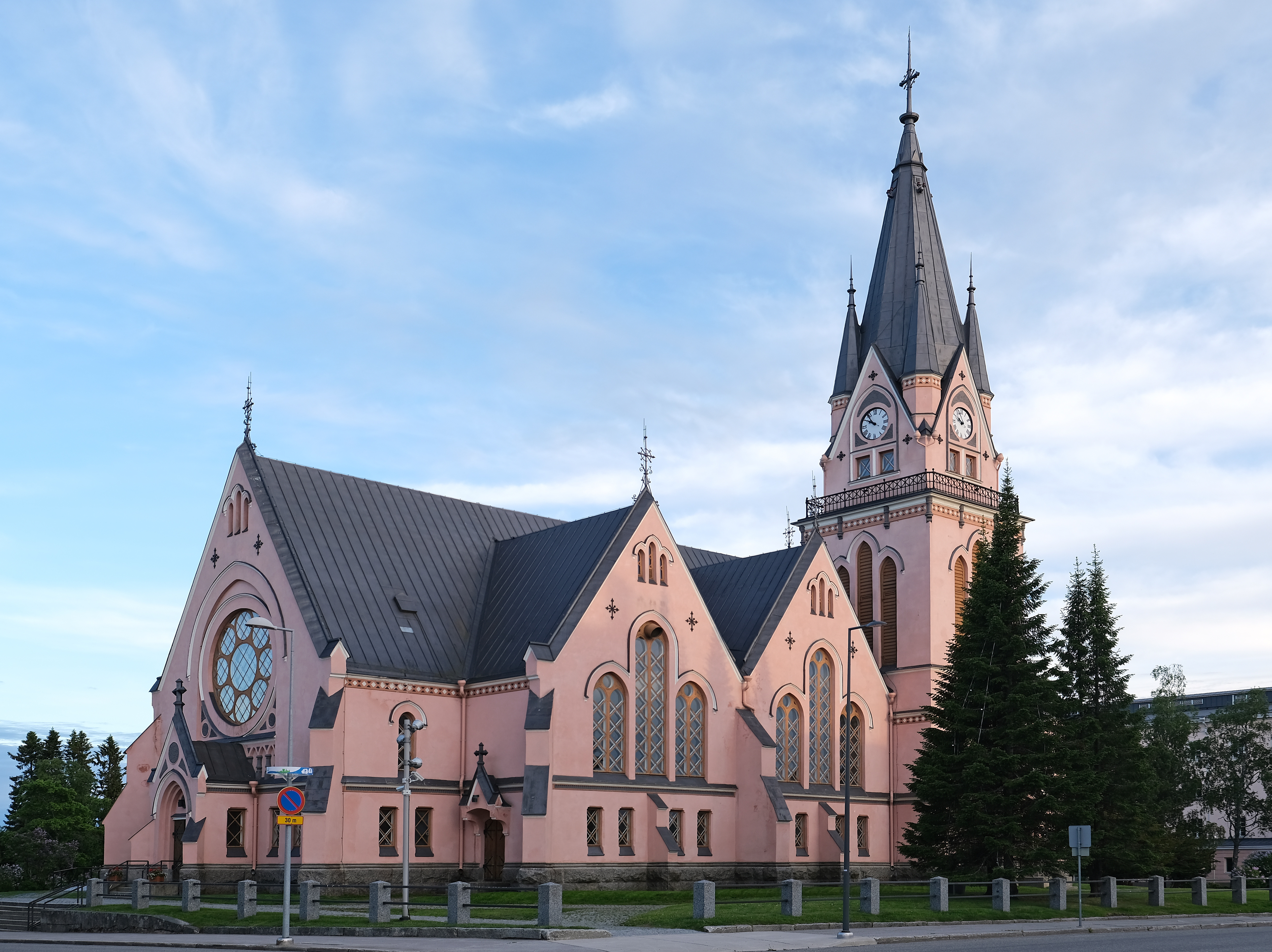
Kemi kyrka.
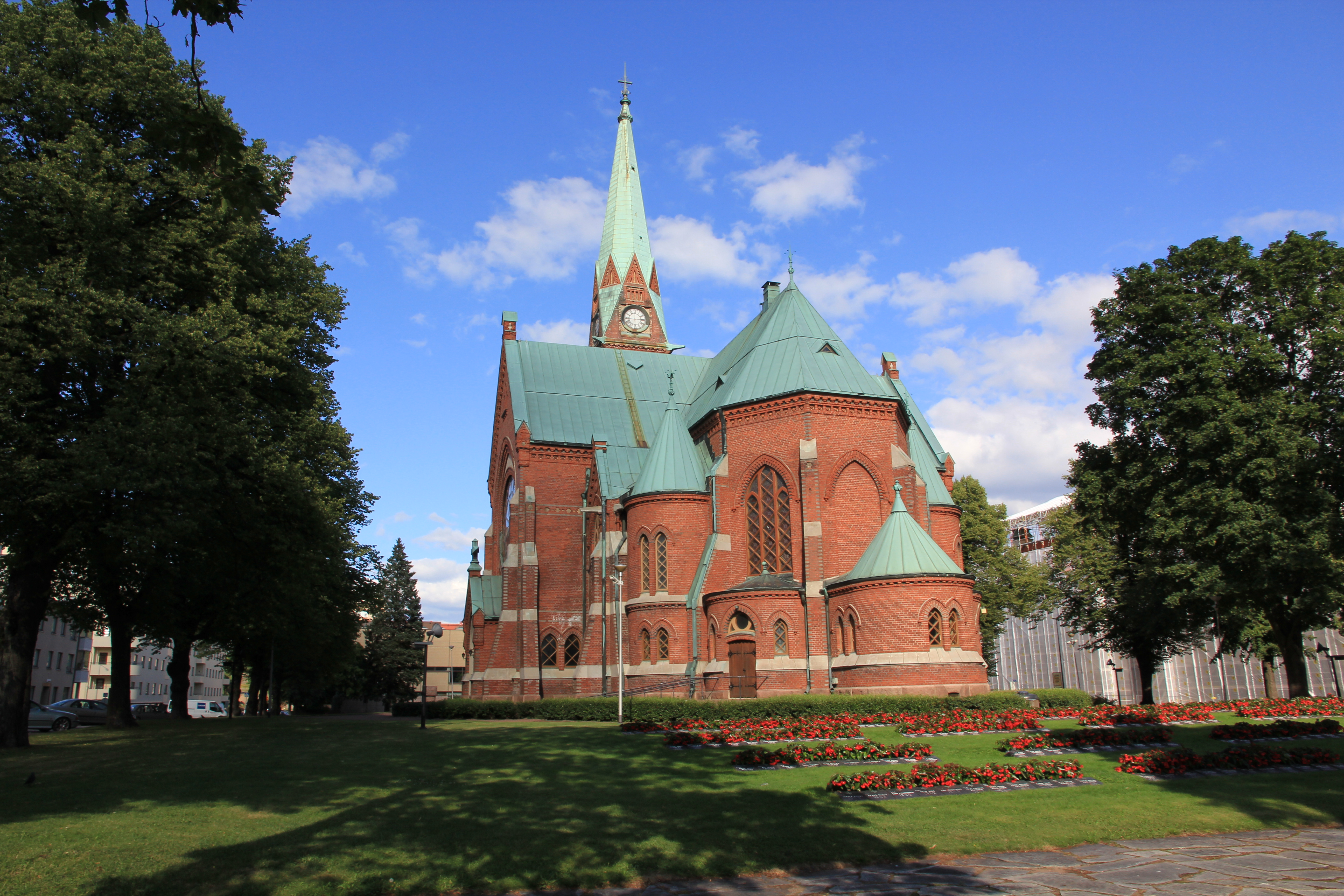
Kotka kyrka.
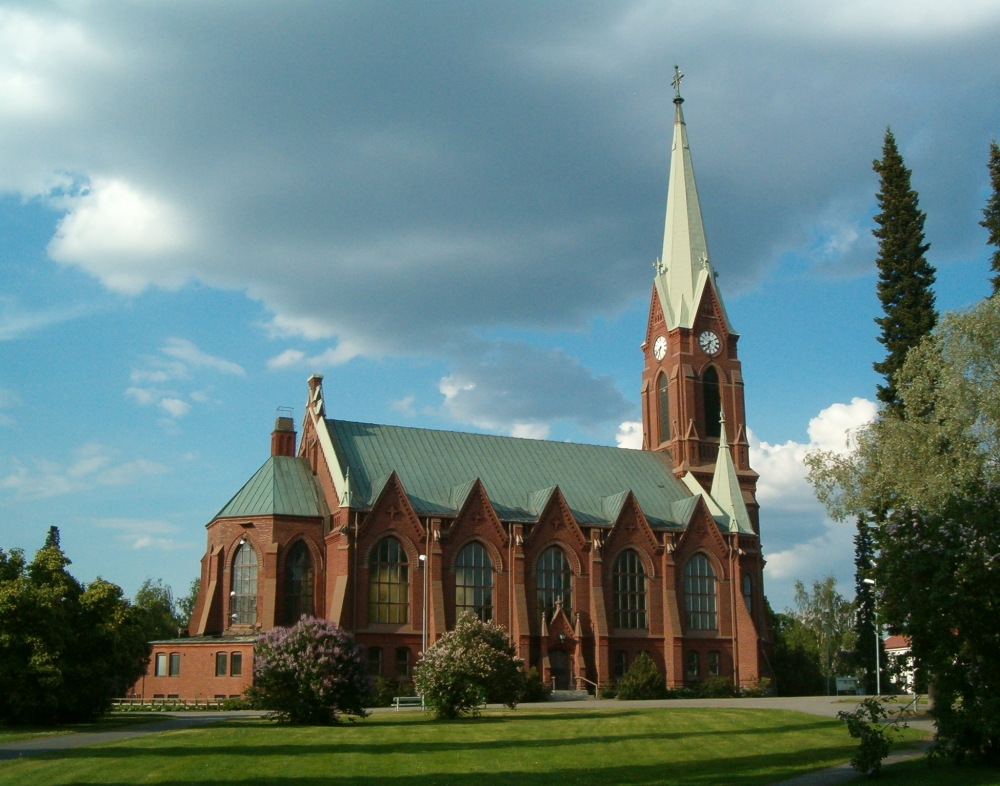
S:t Michels domkyrka.